# جاودانگی (ترانه سلین دیون)
«جاودانگی» (به انگلیسی: Immortality) تک‌آهنگی از هنرمند اهل کانادا سلین دیون با همراهی گروه بی جیز برای آواز پس‌زمینه است که در ۸ ژوئن ۱۹۹۸ منتشر شد.